# Pseudophilotes nana
Pseudophilotes nana är en fjärilsart som beskrevs av Pionneau 1931. Pseudophilotes nana ingår i släktet Pseudophilotes och familjen juvelvingar. Inga underarter finns listade.